# 宇治市立宇治中学校
宇治市立宇治中学校（うじしりつ うじちゅうがっこう）は、京都府宇治市宇治矢落にある公立中学校。府の総合庁舎や市役所、簡易裁判所などの官公庁がある宇治市中心部に立地し、校区には世界遺産に登録されている平等院や宇治上神社などの観光地も持ち合わせている。略称は「宇治中」。

## 沿革
1947年4月に教育基本法と学校教育法が施行され、複線的な中等教育を整理した新制中学校が発足した。現在の宇治市域（大久保村、小倉村、宇治町、槇島村、東宇治町）には新制中学校が3校設置され、そのうち久世郡東部の2町村で結成されたのが宇治町槇島村組合立宇治中学校である。戦後の物資難のため開校当時は独立した中学校としての校舎は無く、宇治市立菟道小学校と旧宇治女学校を間借りする形となった。同年6月には日本レーヨン（現・ユニチカ）宇治工場男子寄宿舎に移転したが、引き続き中学校ではない施設を借用する状況が続いた。独立した校舎・校地へ移転し、名実ともに宇治中学校として出発したのは、翌年の1948年5月のことである。 1951年3月には町村合併に伴い宇治市が誕生し、組合は解散。正式名称も宇治市立宇治中学校へ改称した。
1960年ごろには鉄筋校舎が竣工するなど学校の近代化が図られた。

### 年表
- 1947年4月 - 菟道小学校、旧宇治女学校に併設し、久世郡宇治町槇島村組合立宇治中学校開校
- 1947年5月 - 菟道小学校講堂にて開校式を挙行
- 1947年6月 - 日本レーヨン（現・ユニチカ）宇治工場男子寄宿舎を校舎に借用開始
- 1948年5月 - 校舎を現在地に移転し、独立校地となる
- 1948年6月 - 職員室から出火して火災。2棟炎上する
- 1949年4月 - 旧東校舎改修
- 1949年6月 - 旧講堂竣工。図書室開設
- 1950年2月 - 校歌制定
- 1950年9月 - ジェーン台風により被災
- 1951年1月 - 生徒が列車事故で死亡し、生徒会が踏切への遮断機設置の署名活動を行う
- 1951年3月 - 宇治市誕生により、宇治市立宇治中学校へ改称
- 1951年10月 - 用務員室が焼失
- 1951年12月 - 北校舎竣工
- 1953年3月 - 南校舎竣工
- 1953年9月 - 台風13号により、避難所となる
- 1956年12月 - ストーブの使用開始
- 1958年6月 - 本館（鉄筋2階建て校舎）第1期工事竣工
- 1960年6月 - 本館（鉄筋2階建て校舎）第2期工事竣工
- 1961年9月 - 第二室戸台風により被害を受ける
- 1962年3月 - 本館（鉄筋2階建て校舎）第3期工事竣工
- 1962年7月 - プール竣工
- 1962年9月 - 自転車置き場新設
- 1964年6月 - 体育館竣工
- 1965年4月 - 特別教室第1期工事竣工
- 1972年4月 - 宇治市立北宇治中学校を分離。神明小学校の開校式を宇治中学校の体育館で挙行
- 1975年3月 - 校舎を増・改築（新館竣工）
- 1981年 - 校舎を増築
- 1984年 - 宇治市立広野中学校を分離
- 1989年 - 大規模改造工事竣工
- 1991年 - 冷房機器設置開始
- 1992年 - 宇治市学校週5日制検討調整委員会
- 1995年 - 月2回の学校週5日制実施。障害児学級名称「やまぶき学級」に変更
- 1999年 - マルチメディア学校関連推進事業を開始
- 2000年 - 可動式机椅子を設置
- 2009年 - 国立教育政策研究所「学力の把握に関する指定校事業」指定
- 2011年 - 南校舎耐震工事完了
- 2012年 - 東校舎解体工事　南・西・北校舎改築工事　全教室空調改築工事
- 2014年 - 宇治中学校新校舎竣工　旧体育館解体
- 2015年 - グランド改修工事　北・南校舎トイレ改修工事
- 2017年 - 副読本による「宇治学」を実施
- 2019年 - 宇治中学校に通級指導教室を増設

## 部活動
体育系
- 陸上部
- 野球部
- ソフトボール部
- サッカー部
- 男子テニス部
- 女子テニス部
- 男子バスケットボール部
- 女子バスケットボール部
- 男子バレーボール部
- 女子バレーボール部
- 卓球部
- 剣道部

文化系
- 吹奏楽部
- 美術部
- 技術部

## 通学区域
宇治市においては公立学校選択制が導入されていないため、下記の小学校区在住の中学生は原則宇治中学校に通学する。
- 宇治市立菟道小学校（槇島町のうち、飛地の部分を含む全域）
- 宇治市立菟道第二小学校（全域）
- 宇治市立神明小学校（一部区域）

## 周辺施設
- 京都府宇治総合庁舎

## 交通
- JR奈良線 宇治駅下車
- 京阪宇治線 宇治駅下車

## 著名な出身者
- 岡崎体育（歌手）
- 冠徹弥（歌手、THE冠）
- 川島明（お笑い芸人、麒麟）
- こやまたくや（ミュージシャン、ヤバイTシャツ屋さん）
- 小谷内秀夫（元中央競馬騎手）
- 根来将光（元関西ジャニーズJr.）
- 吉川勝成（元プロ野球選手）
- 赤染晶子（作家）
- 池本凪沙 - 水泳選手、2020年東京オリンピック日本代表
- 櫛田育良 - フィギュアスケート選手
- 吉田陽菜 - フィギュアスケート選手

## 通学区域が隣接している学校
- 宇治市立広野中学校
- 宇治市立西宇治中学校
- 宇治市立北宇治中学校
- 宇治市立東宇治中学校
- 宇治田原町立維孝館中学校
- 城陽市立城陽中学校